# Uki Heikkinen
Pour les articles homonymes, voir Heikkinen.
Urho Eelis Heikkinen dit Uki Heikkinen (né  le 1er août 1908 à Helsinki - mort le 1er mai 1972 à Oulu) est un architecte et professeur finlandais.

## Biographie
Uki Heikkinen étudie à l'école supérieure technique de Finlande et obtient son diplôme d'architecte en 1938. 
Depuis 1931, il était employé par la Confédération des coopératives de consommation  et y a continué comme architecte.
dans les années 1930 et 1940, il a conçu des bâtiments dans la région d'Helsinki, par exemple, plusieurs villas à Munkkiniemi et des bâtiments le long de Puistotie à Munkkiniemi.
En 1946, il devient chargé de cours à l'école technique d'Oulu et y travaille comme enseignant jusqu'en 1968.
Il est également directeur de l'école de 1962 à 1965.
En plus de son travail de professeur, il a conçu des bâtiments dans le nord de la Finlande.
En 1958, Uki Heikkinen a fondé le cabinet Uki Arkkitehdit (fi). 
Le PDG en est son petit-fils Mikko Heikkinen.
Uki Heikkinen est enterré au cimetière d'Oulu.

## Ouvrages
Uki Taskinen a conçu, entre autres, les bâtiments suivants à Oulu:
- Isokatu 8
- Kirkkokatu 30
- Kirkkokatu 9
- Kiviharjuntie 10
- Honkapirtti
- Merikoskenkatu 1
- École de Nuottasaari
- Salle des sports d'Oulu
- Pakkahuoneenkatu 10
- Toivoniementie 13
- Vakuutustorni (fi)

ainsi que les centrales hydroélectriques de Maalismaa, Haapakoski, Pahkakoski ou de Kierikki.

et dans d'autres communes :
- Salle des sports, Kemi

## Prix et reconnaissance
- Titre honorifique du professeur, 1970

## Galerie

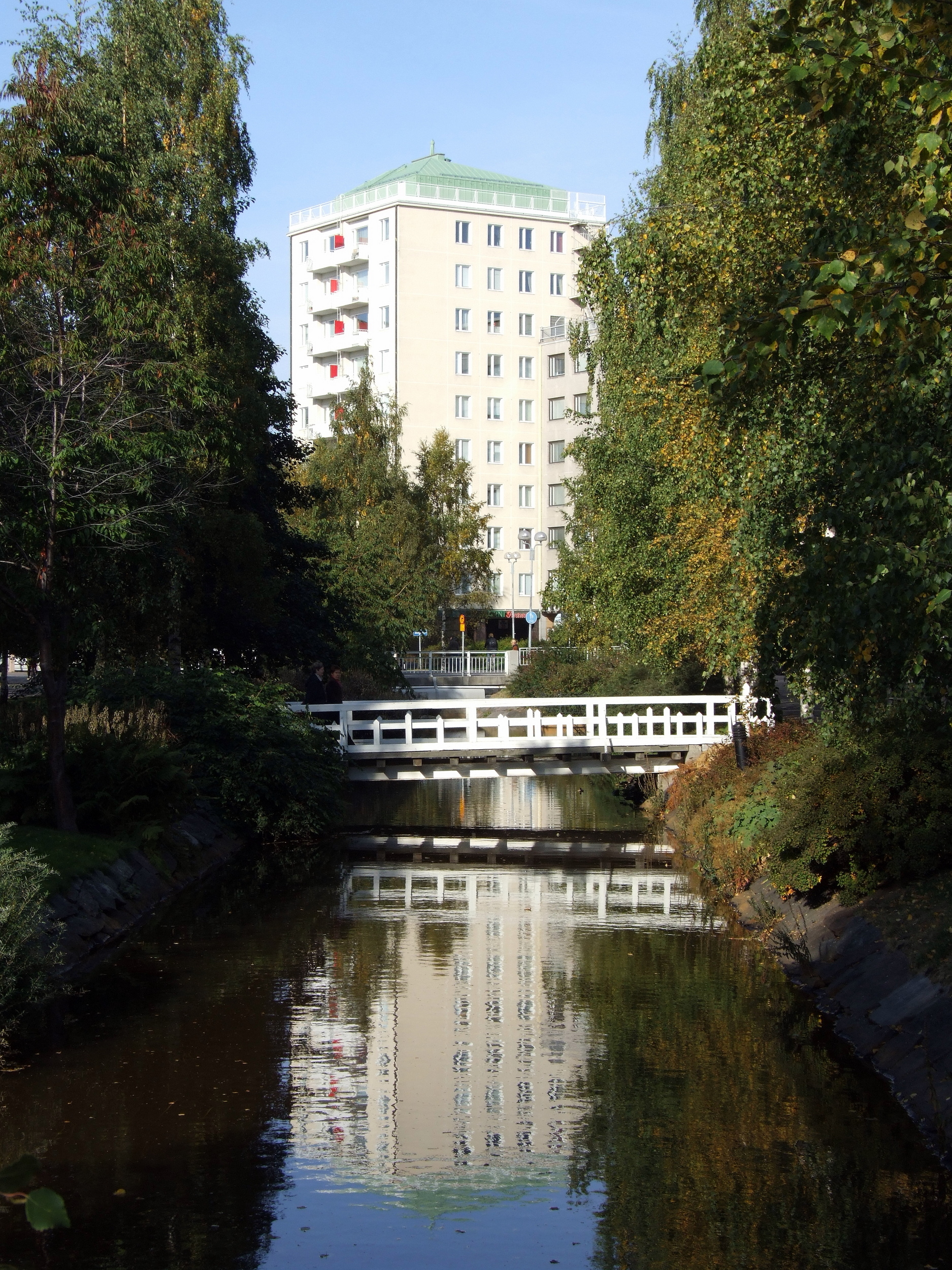
Vakuutustorni.
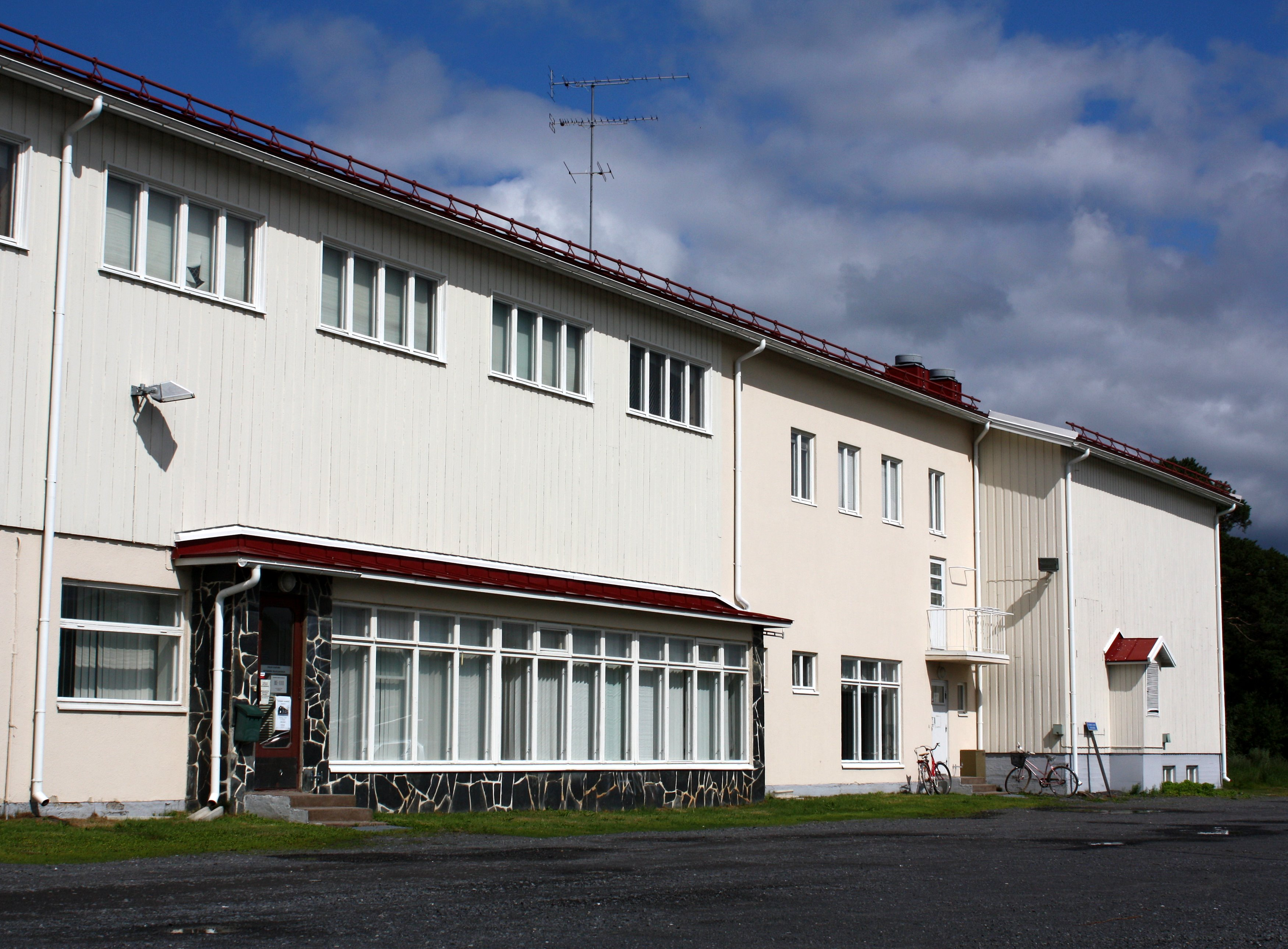
Honkapirtti
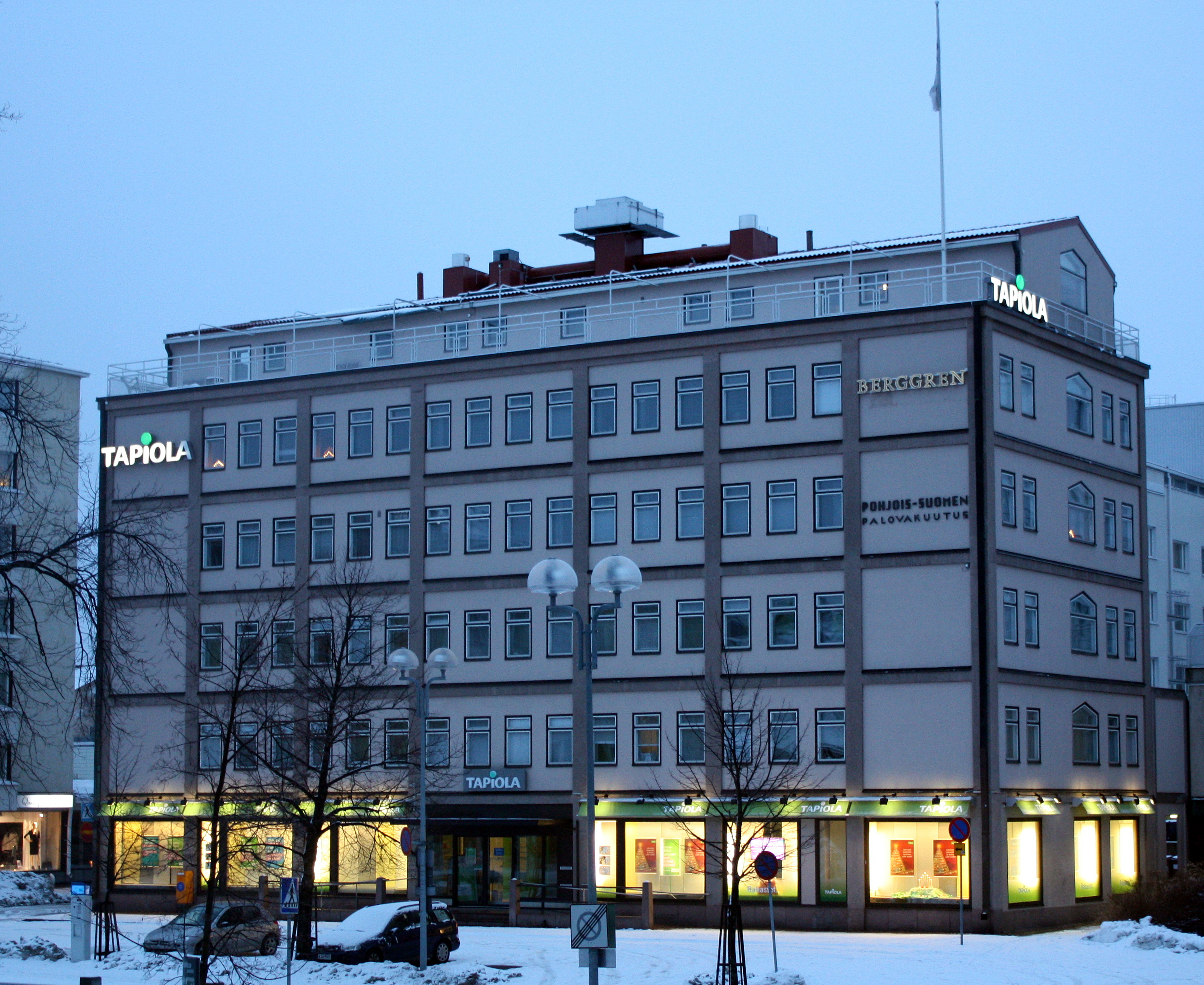
Kirkkokatu 9
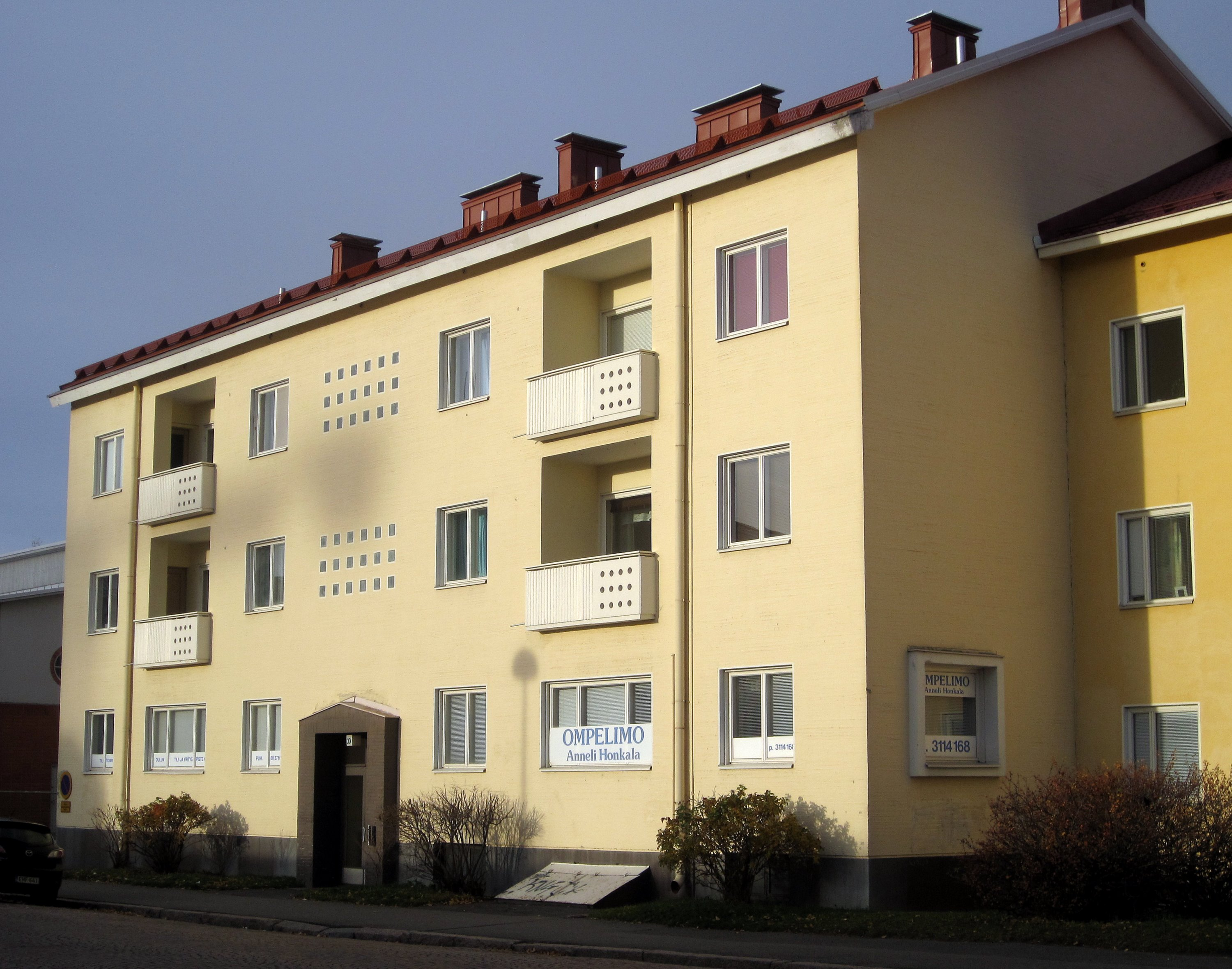
Kirkkokatu 30

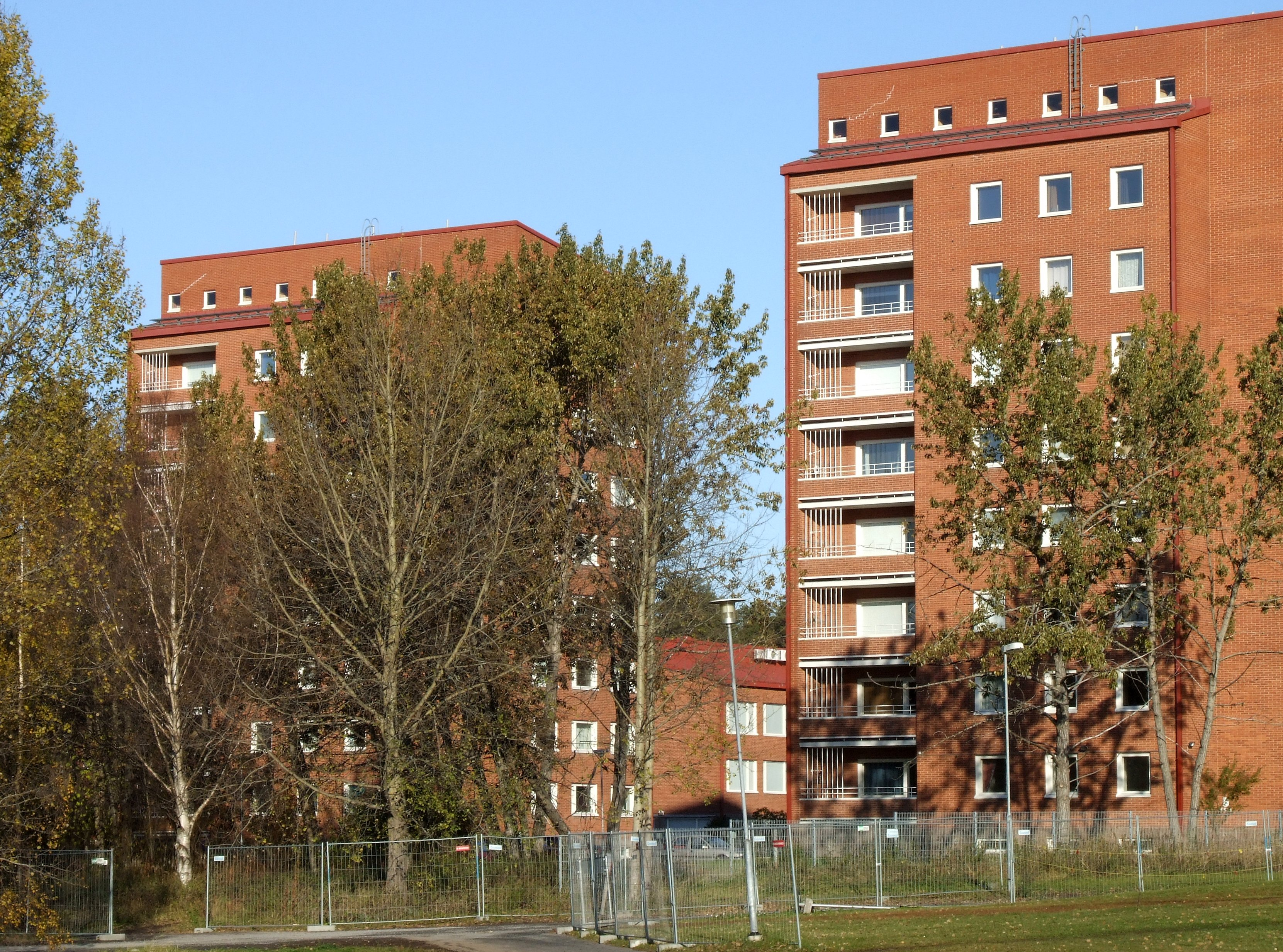
Dortoirs de l'école d'infirmières de Kontinkangas
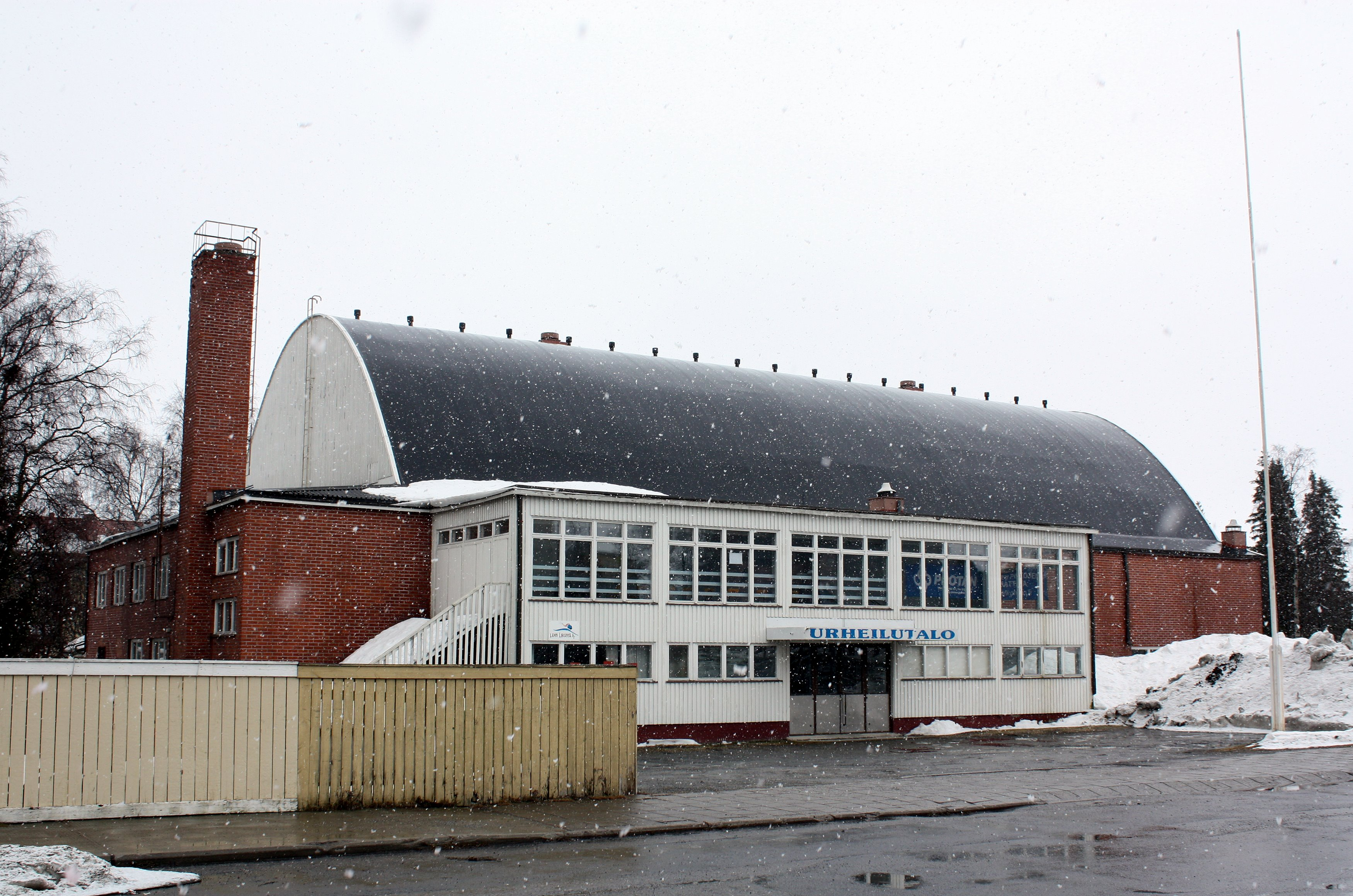
Salle des sports de Kemi.
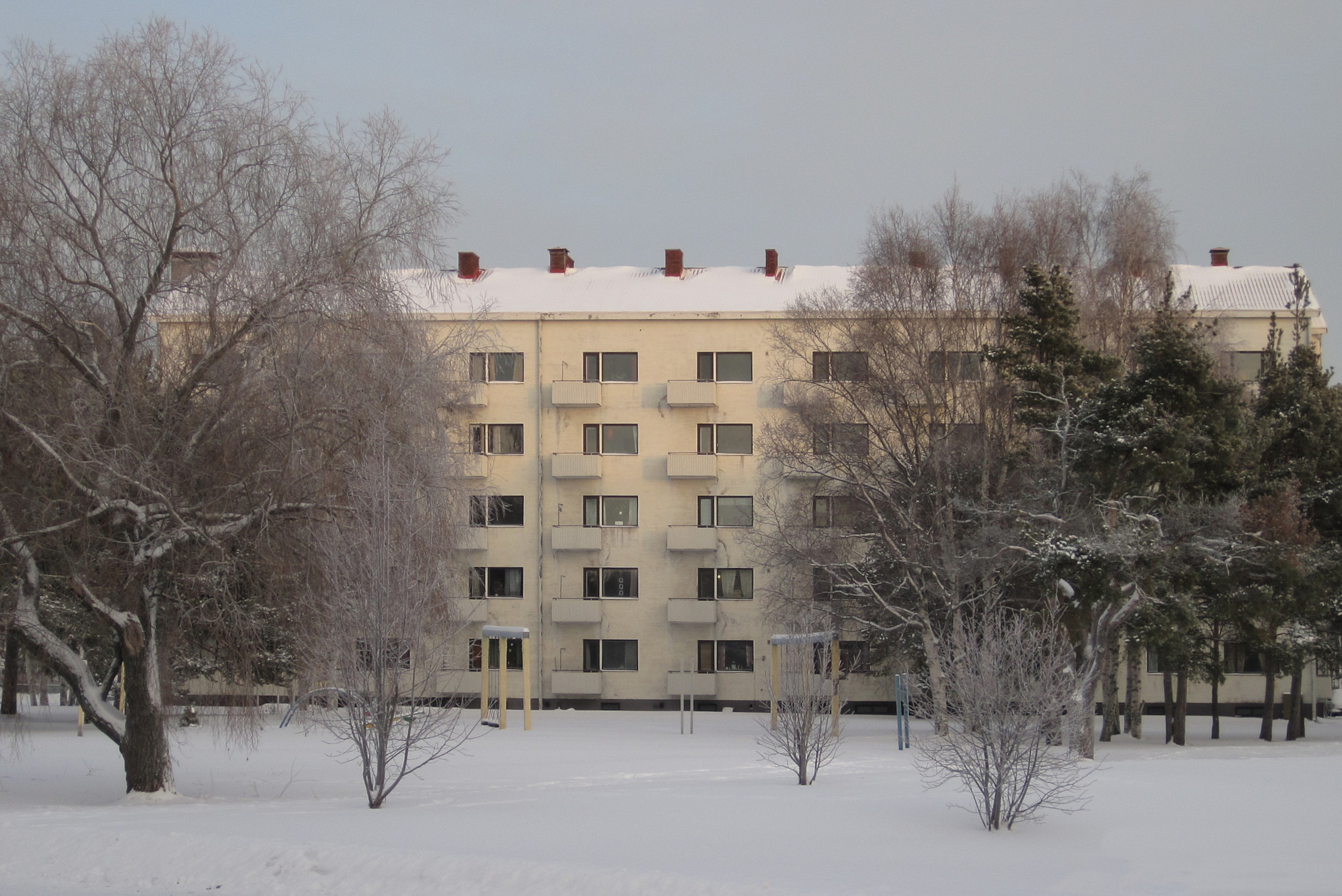
Rommakkokatu 4
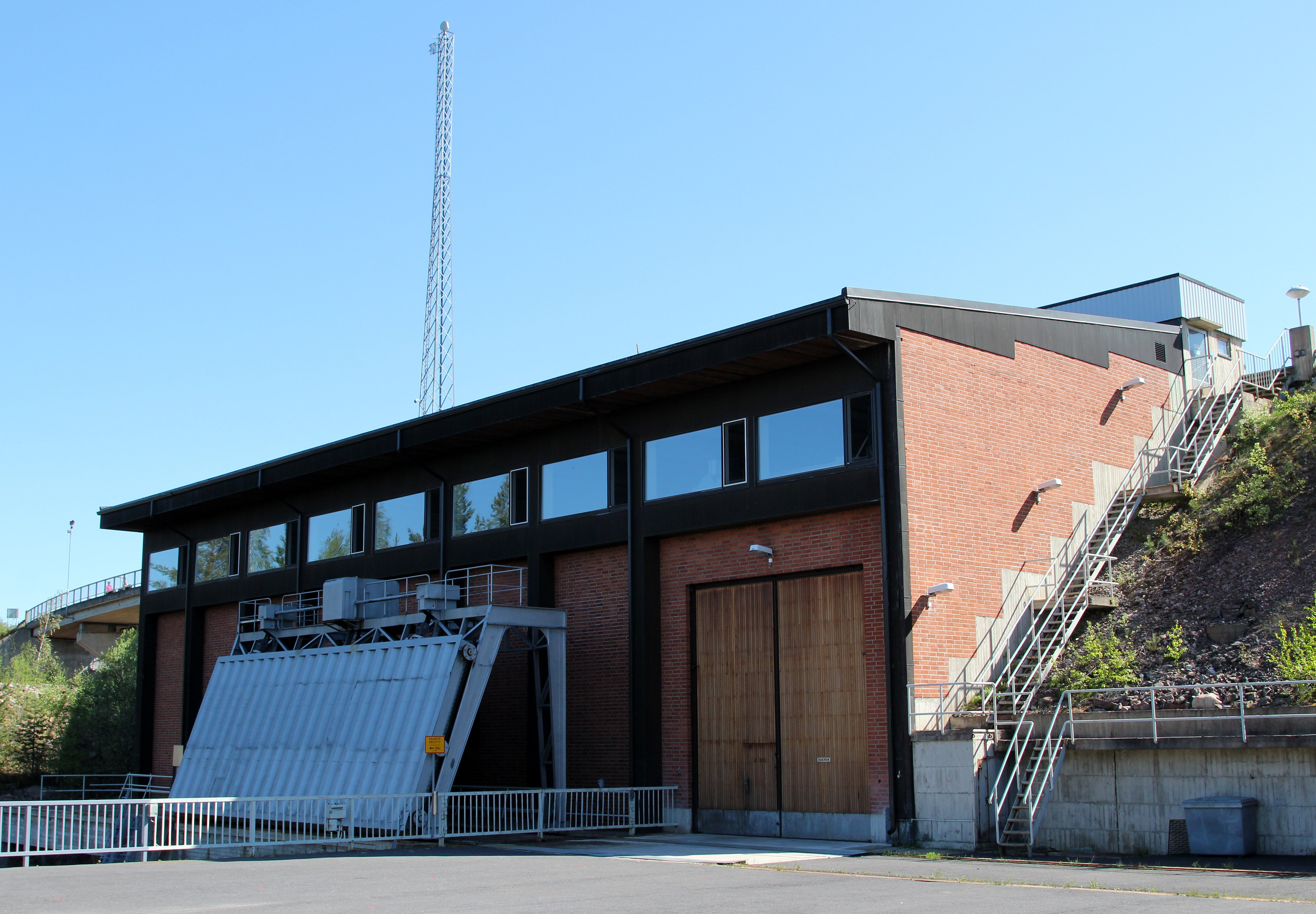
Centrale hydroélectrique de Haapakoski